# Filmpennan
Filmpennan är en utmärkelse som utdelas till filmkritiker av Filmpublicisternas förening.

## Mottagare
| - 1962 – Stig Björkman, Chaplin - 1963 – Bertil Behring, Kvällsposten - 1964 – Annika Holm, Dagens Nyheter - 1965 – Uno Asplund, GHT - 1966 – Ingvar Engvén, Borlänge Tidning - 1967 – Marianne Zetterström, Vecko-Journalen - 1968/1969 – Hugo Worzelius, Upsala Nya Tidning - 1968/1969 – Ingemar Åhslund - 1971 – Barbro Hähnel, Dagens Nyheter - 1972 – Elisabeth Sörenson, Svenska Dagbladet - 1973 – Jurgen Schildt, Aftonbladet - 1974 – Uno Ohlson, Norrköpings Tidningar - 1975 – Carl-Eric Nordberg, Vi - 1976 – Björn Fremer, Kvällsposten - 1977 – Lasse Bergström, Expressen - 1978 – Gunnar Rehlin, GT - 1979 – Sven E. Olsson, Arbetet - 1980 – Kaj Wickbom, Smålandsposten - 1981 – Hans Sidén, Göteborgs-Posten - 1982 – Bo Schedin, Nöjesmagasinet, Riksradion - 1983 – Hanserik Hjertén, Dagens Nyheter | - 1983 – Sverker Malmberg, Hälsingekuriren (Diplom) - 1984 – Henry Lundström, Sundsvalls Tidning, Filmrutan - 1985 – Jan Olov Andersson, Aftonbladet - 1986 – Rune Waldekranz - 1987 – Monika Tunbäck-Hanson, Göteborgs-Posten - 1988 – Lars-Olof Löthwall - 1989 – Eva af Geijerstam, Dagens Nyheter - 1990 – Göran Carlén, Kristianstadsbladet - 1991 – Jens Peterson, Aftonbladet - 1992 – Arne Järtelius, Förenade Landsortstidningar - 1993 – Stephan Linnér, Kvällsposten/IDag - 1994 – Torsten Braf, Eskilstuna-Kuriren - 1995 – Stephan Jarlvik, Avisa - 1996 – C-G Karlsson, Veckorevyn, Metro - 1997 – Ronny Svensson, TV5 - 1998 – Monika Agorelius, frilans - 1999 – Göran Everdahl, frilans - 2000 – Torbjörn Ivarsson, Pressens Mediaservice - 2001 – Jan Larsson, frilans - 2002 – Annika Gustafsson, Sydsvenska Dagbladet - 2003 – Kristina Torell, Göteborgs-Posten | - 2004 – Erik Helmerson, TT Spektra - 2005 – Karin Svenson, Pressens Media - 2006 – Cicci Renström Suurna, TV4 - 2007 – Roger Wilson, Kino, Sveriges Radio - 2008 – Nicholas Wennö, Dagens Nyheter - 2009 – Fredrik Sahlin - 2010 – Stefan Nylén - 2011 – Miranda Sigander - 2012 – Jacob Lundström och Miranda Sigander - 2013 – Bodil Juggas, Arbetarbladet - 2014 – Filmfredag, Dagens Nyheter - 2015 – Jon Asp, frilans - 2016 – Mattias Oscarsson, Sydsvenskan - 2017 – Alexander Dunerfors, Moviezine - 2018 – Susanne Sigroth-Lambe, Upsala Nya Tidning - 2019 – Maria Domellöf-Wik, Göteborgs-Posten - 2020 – Björn Jansson, Sveriges Radio - 2021 – Kerstin Gezelius, Dagens Nyheter - 2022 – Kasia Syty, Nöjesguiden - 2023 – Wanda Bendjelloul |

### Hederspennan
| - 1974 – Bengt Idestam-Almquist (Robin Hood) - 1980 – Torsten Jungstedt - 1981 – Bengt Forslund - 1985 – Alf Matteson, Nordvästra Skånes Tidningar - 1989 – Nils Petter Sundgren - 1990 – Olle Ekelund - 1992 – Bertil Wredlund - 1996 – Leif Furhammar | - 1997 – Olle Grönstedt - 2001 – Jeanette Gentele - 2003 – Klas Freund - 2005 – Bernt Eklund - 2007 – Bengt Forslund - 2009 – Annika Gustafsson - 2010 – Jens Peterson | - 2011 – Helena Lindblad - 2012 – Eva af Geijerstam - 2014 – Monika Tunbäck-Hanson, Göteborgs-Posten - 2017 – Jan Lumholdt, Svenska Dagbladet - 2018 – Jan Österström, Göteborgs-Posten - 2019 – Marika Junström, Filmrutan - 2023 – Jannike Åhlund |